# オンライン書店
オンライン書店（オンラインしょてん）とは、インターネット上にある書店である。インターネット書店、ネット書店とも呼ばれる。

## 概要
オンラインショッピングのうち、本の購入が行える通信販売サービスを指す。本を買うにはタイトル・著者・ISBN等で検索をしてから買いたいものを選び、買うこと本を確定させてから住所・電話番号・メールアドレスを入力して最後に決済をすることが多い。メールによって出荷・到着日時を知らせてくれることがある。書店にアクセスするとおすすめを表示されている場合がある。利用には会員登録を必要とする事が多い。
メリットは利用者からすると本を沢山買っても玄関まで運んでくれるので重たい本を家まで運ばなくて済む、クレジットカードを使える場合には決済が短時間で済む、近所の書店が閉店でも宅配する時間を指定することで欲しい本の在庫があれば確実に購入できる点が上げられる。
書店（事業者）からすれば実際の店舗が無くても良いので対面での接客をしなくて良い・通信と輸送手段があればどこでも開業できる（実際の店舗を設けるとなれば人通りの少ないところでは難がある）・窃盗の心配がない、在庫を大量に抱えなくても出版社や卸から取り寄せればよいと言った点を上げられる。
実際には店舗を持ちつつオンラインでの注文も受けることもある。この場合にはネット利用者（検索機能を利用することからニッチなニーズであることも）を取り込める・在庫になっている本を買ってもらえると行った点がメリットになる。

## 日本国内の主なオンライン書店
- e-hon[1]（トーハン）
- Honya Club.com[2]（日本出版販売）
- 丸善ジュンク堂書店ネットストア（丸善ジュンク堂書店）
- アニメイトオンラインショップ[3]（アニメイト）
- ECJOY!（株式会社アイ・アンド・ティー）※中古品も取り扱う
- HMV&BOOKS online[4]（ローソンエンタテインメント）
- 絵本ナビ[5]（株式会社絵本ナビ）
- コミコミスタジオ[6]（中央書店）
- KaLib Store（杏林舎）
- COMIC ZIN 通信販売（株式会社コア・コーポレーション）
- 学参ドットコム（ブックモールジャパン）
- セブンネットショッピング[7]（株式会社セブンネットショッピング）
- クレヨンハウス（株式会社クレヨンハウス）
- ゲーマーズ[8]（株式会社カードラボ）
- Getchu.com[9]（ゲインズ）
- 至誠堂書店オンラインショップ（至誠堂書店）
- SHOSEN ONLINE SHOP（書泉）
- 成文堂[10]
- 政府刊行物東京サービスステーション（東京官書普及）
- タワーレコードオンライン[11]（タワーレコード）
- 中国書店（有限会社中国書店）
- デンタルブックセンター（シエン社）
- とらのあな[12]（株式会社虎の穴 ）
- Knowledge Worker（丸善雄松堂）
- Neowing[13]（ネオ・ウィング）
- 万能書店（株式会社デジタルパブリッシングサービス）※POD本専門書店
- BookWay（小野高速印刷株式会社） ※自費出版、専門書を取り扱う
- 復刊ドットコム
- BMSHOP[14]（永井商事株式会社）
- ホーリンラブブックス[15]（TORICO）
- HOBBY SEARCH[16]（ホビーサーチ）
- まんが王[17]（TORICO）
- MEGA HIT（有限会社メガヒット）
- メテオ・メディカルブックセンター（メテオ）
- ヤマダモール[18]（ヤマダ電機）

### 電子書籍ストア併業型
- Amazon.co.jp[19]※中古品も取り扱う
- 紀伊國屋書店ウェブストア[20]（紀伊國屋書店）
- DMM.com[21]
- Fujisan.co.jp[22]（富士山マガジンサービス）
- 漫画全巻ドットコム[23]（TORICO）※中古品も取り扱う
- メロンブックス[24]
- yodobashi.com[25]（ヨドバシカメラ）
- 楽天ブックス[26]

### ECモール出店特化型
自社ECサイトを持たず楽天市場、Amazon.co.jp、Yahoo!ショッピング、ポンパレモール、au PAY マーケット、dマーケットなどのECサイトに出店している書店
- bookfan[27]（LINE Digital Frontier、2019年4月自社ECサイトを閉鎖）
- ぐるぐる王国（株式会社MIFソフト）
- ドラマ×プリンセスカフェ／ドラマYahoo!店／ドラマ書房Yahoo!店（株式会社ドラマ）
- 三省堂書店楽天市場店／三省堂書店 Yahoo!ショッピング店（三省堂書店）
- 京都 大垣書店オンライン（大垣書店）

### 古書店
- 買取王子通販（株式会社ティーバイティー）
- コミ直（コミック卸直販）（株式会社パーツ）
- 駿河屋[28]（株式会社駿河屋）※新品も取り扱う
- ネットオフ[29]（リネットジャパングループ）
- VALUE BOOKS（バリューブックス）
- ブックオフオンライン[30]※新品も取り扱う
- まんだらけ通信販売（まんだらけ）[31]
- もったいない本舗（古本買取通販ドットコム株式会社）
- らしんばんオンライン（らしんばん）[32]

#### 古本のECモール
- 日本の古本屋[33]（東京都古書籍商業協同組合）
- スーパー源氏（株式会社紫式部）
- BOOKTOWNじんぼう（NPO法人連想出版、協力：神田古書店連盟）

#### ECモール出店特化型
自社ECサイトを持たず楽天市場、Amazon.co.jp、Yahoo!ショッピングなどのECサイトに出店している古書店
- 春うららかな書房

### 出版社の直販EC
- 医学書院WEBサイト（医学書院）
- 医歯薬出版WEBサイト（医歯薬出版）
- 岩波書店WEBサイト（岩波書店）
- OVERLAP STORE（オーバーラップ）
- オーム社Webshop（オーム社）
- SEshop（翔泳社）
- カドスト（KADOKAWA）
- Gihyo Direct（技術評論社）
- ぎょうせいオンラインショップ（ぎょうせい）
- CQ出版WebSHOP（CQ出版）
- 芸文社通販SHOP（芸文社）
- 工学社WEBサイト（工学社）
- kodo-mall（ポプラ社）
- コロナ社WEBサイト（コロナ社）
- サイエンス社 WEBSHOP（サイエンス社）
- シーエムシー出版WEBサイト（シーエムシー出版）
- JMAM eショップ（日本能率協会マネジメントセンター）
- ショップ学研＋（学研プラス）
- 新書館オンラインショップ（新書館）
- 新日本法規 WEBサイト（新日本法規出版）
- 誠文堂の直売所（誠文堂新光社）
- BOOK SHOP小学館（小学館パブリッシング・サービス）
- 宝島チャンネル（宝島社）
- TAC出版書籍販売サイト CyberBookStore（TAC）
- 中央経済社ビジネス専門書Online（中央経済グループパブリッシング ）
- TOブックス オンラインストア（TOブックス）
- 東京法令出版 WEBサイト（東京法令出版）
- 冬水社オンライン通販（冬水社）
- 南江堂WEBサイト（南江堂）
- 日本標準オンライン書店（日本標準＆セルン株式会社）
- 日本評論社WEBサイト（日本評論社）
- PIE通販（パイ インターナショナル）
- ハヤカワ・オンライン（早川書房）
- ハーレクイン公式ネットショップ（ハーパーコリンズ・ジャパン）
- メルパオ（ひかりのくに）
- MICRO MAGAZINE STORE（マイクロマガジン社）
- マイナビBOOKS（マイナビ出版）
- MEDIC MEDIA WEBSHOP（メディックメディア）
- ミネルヴァ書房WEBサイト（ミネルヴァ書房）
- 明治図書の書籍・雑誌の販売ブックストア（明治図書出版）
- メディカ出版公式オンラインストア（メディカ出版）
- メジカルビュ－社WEBサイト（メジカルビュ－社）
- 羊土社WEBサイト（羊土社）
- YOMO（ニコモ）
- ワニマガジン社WEBサイト（ワニマガジン社）

### かつて存在した書店
- au Books[34]（2012年3月29日サービス終了）
- JBOOK（文教堂。2014年7月にhontoと統合）
- ビーケーワン(BK1) (2012年5月にhontoと統合）
- ブックサービス
- 古本市場オンライン[35]（テイツー。2017年5月31日サービス終了）
- HON（ジュンク堂書店のオンライン部門を分割したもの）
- ライブドアブックス（2013年4月30日サービス終了）
- オータムリーフ
- フタバブックス（フタバ図書、2019年9月サービス終了）
- 漫画全巻.com（リトバ、2021年11月に自己破産）
- 明治書店オンラインショップ（株式会社エット）
- mibon（未来屋書店、2023年8月31日サービス終了）
- honto（大日本印刷、本の通販サービスを2024年3月31日終了）
- キャラアニ.com（KADOKAWA、一部書籍のみ取り扱いに変更）
- TSUTAYAオンラインショッピング[36]（カルチュア・エクスペリエンス株式会社、TSUTAYA独自の商品に特化）